# Liste der Kulturdenkmale in Lauterbach (Schwarzwald)
In der Liste der Kulturdenkmale in Lauterbach sind alle Bau- und Kunstdenkmale der Gemeinde Lauterbach und ihrer Teilorte verzeichnet, die im „Verzeichnis der unbeweglichen Bau- und Kunstdenkmale und der zu prüfenden Objekte“ des Landesamts für Denkmalpflege Baden-Württemberg verzeichnet sind.
Diese Liste ist nicht rechtsverbindlich. Eine rechtsverbindliche Auskunft ist lediglich auf Anfrage bei der Unteren Denkmalschutzbehörde des Landkreises Rottweil erhältlich.

## Allgemein
- Bild: Zeigt ein ausgewähltes Bild aus Commons, „Weitere Bilder“ verweist auf die Bilder im Medienarchiv Wikimedia Commons.
- Bezeichnung: Nennt den Namen, die Bezeichnung oder die Art des Kulturdenkmals.
- Lage: Straßenname und Hausnummer oder Flurstücknummer des Kulturdenkmals, gegebenenfalls auch den Ortsteil. Die Grundsortierung der Liste erfolgt nach dieser Adresse. Der Link (Karte) führt zu verschiedenen Kartendiensten mit der Position des Kulturdenkmals. Fehlt dieser Link, wurden die Koordinaten noch nicht eingetragen. Sind diese bekannt, können sie über ein Tool mit einer Kartenansicht einfach nachgetragen werden. In dieser Kartenansicht sind Kulturdenkmale ohne Koordinaten mit einem roten bzw. orangen Marker dargestellt und können durch Verschieben auf die richtige Position in der Karte mit Koordinaten versehen werden. Kulturdenkmale ohne Bild sind an einem blauen bzw. roten Marker erkennbar.
- Datierung: Baubeginn, Fertigstellung, Datum der Erstnennung oder grobe zeitliche Einordnung entsprechend des Eintrags in der zuständigen Denkmaldatenbank (Landesamt für Denkmalpflege Baden-Württemberg).
- Beschreibung: Kurzcharakteristik des Kulturdenkmals.

## Lauterbach
| Bild           | Bezeichnung                                                | Lage                                         | Datierung   | Beschreibung | ID |
| -------------- | ---------------------------------------------------------- | -------------------------------------------- | ----------- | ------------ | -- |
|                | Eindachhof                                                 | Lauterbach, Bremenloch 12, 12/1 (Karte)      | 18./19. Jh. |              | BW |
|                | Wegkreuz                                                   | Lauterbach, bei Bremenloch 17                | 18./19. Jh. |              |    |
|                | Wegkreuz                                                   | Lauterbach, bei Bruckhof 1                   | 1891        |              |    |
|                | Bäuerleshof                                                | Lauterbach, Diesenhof 8 (Karte)              | 1810–12     |              | BW |
|                | Wegkreuz                                                   | Lauterbach, bei Doldenhof 1                  | 1896        |              |    |
|                | Wegkreuz                                                   | Lauterbach, bei Finsterbacherhof 2           | 1917        |              |    |
| Weitere Bilder | Aussichtsturm mit Turmhütte und Gedächtsnishaus Fohrenbühl | Lauterbach, Fohrenbühl 12 (Karte)            | 1904/1905   |              |    |
|                | Bildstock                                                  | Lauterbach, bei Grundhof 17                  | 1703        |              |    |
|                | Haldenhanshof                                              | Lauterbach, Gütersberg 6 (Karte)             | 18. Jh.     |              | BW |
|                | Hasenhof mit Speicher, Backhaus und Hofmühle               | Lauterbach, Hasenhof 1 (Karte)               | 1584        |              | BW |
|                | Wegkreuz                                                   | Lauterbach, bei Hauptstraße 11               | 1854        |              |    |
|                | Wegkreuz                                                   | Lauterbach, Hinterbach                       | 1904        |              |    |
|                | Staniese Kreuz                                             | Lauterbach, bei Hölzle 96                    | 1883        |              |    |
|                | Kleinbauernhaus                                            | Lauterbach, Hölzle 104 (Karte)               | um 1780     |              | BW |
|                | Wegkreuz                                                   | Lauterbach, bei Hölzleshof 37                | 1903        |              |    |
|                | Wegkreuz                                                   | Lauterbach, bei Hornberger Straße 152        | 19./20. Jh. |              |    |
|                | Wegkreuz                                                   | Lauterbach, bei Imbrand 39                   | 1877        |              |    |
|                | Jörgenmicheleshof                                          | Lauterbach, Jörgenmicheleshof 1 (Karte)      | 17. Jh.     |              | BW |
|                | Hofkapelle des Käppeleshofs                                | Lauterbach, bei Käppeleshof 1 (Karte)        | 1844        |              | BW |
|                | Weberhäusle                                                | Lauterbach, Käppeleshof 4                    | 1779/80     |              |    |
|                | Libding des Finsterbacherhofs                              | Lauterbach, Kahlenberg 1 (Karte)             | 1795        |              | BW |
| Weitere Bilder | Kath. Pfarrkirche St. Michael                              | Lauterbach, Kirchplatz 6 (Karte)             | 1893/94     |              |    |
|                | Kreuzfirstgehöft                                           | Lauterbach, Mooswald 6 (Karte)               | 18. Jh.     |              | BW |
| Weitere Bilder | Mooswaldmühle                                              | Lauterbach, Mooswald 7/1 (Karte)             | 1657        |              |    |
|                | Mooswaldkapelle                                            | Lauterbach, bei Mooswald 9 (Karte)           | 1870        |              | BW |
|                | Bildstock                                                  | Lauterbach, vor Mooswald 20                  | 1602        |              |    |
|                | Libding des Kussenhofs                                     | Lauterbach, Mückenberg 6 (Karte)             | um 1800     |              | BW |
|                | Stele mit Kopfskulptur                                     | Lauterbach, bei Mückenberg 6                 | unbekannt   |              |    |
|                | Vogtsandreashof                                            | Lauterbach, Mückenberg 7 (Karte)             | 18. Jh.     |              | BW |
|                | Oberbauernhof mit Speicher                                 | Lauterbach, Oberbauernhof 1 (Karte)          | 18./19. jh. |              | BW |
|                | Wegkreuz                                                   | Lauterbach, Oswaldhof                        | 1871        |              |    |
|                | Eindachhof                                                 | Lauterbach, Rotwasser 4 (Karte)              | 1812        |              | BW |
|                | Wegkreuz                                                   | Lauterbach, bei Rotwasser 4                  | um 1900     |              |    |
|                | Wegkreuz                                                   | Lauterbach, bei Rotwasser 6                  | um 1900     |              |    |
|                | Eindachhof                                                 | Lauterbach, Rotwasser 12 (Karte)             | 19. Jh.     |              | BW |
|                | Gedenkstein                                                | Lauterbach, Schramberger Straße              | 1908        |              |    |
|                | Stemmer-Kapelle                                            | Lauterbach, Schramberger Straße 58/1 (Karte) | 1887        |              | BW |
|                | Hafner-Werkstatt                                           | Lauterbach, Schulgasse 3 (Karte)             | 1887        |              | BW |
|                | Wegkreuz                                                   | Lauterbach, bei Spitalweg 13                 | 19. Jh.     |              |    |
|                | Libding                                                    | Lauterbach, Spittel 1 (Karte)                | 18. Jh.     |              | BW |
|                | Gründlekreuz                                               | Lauterbach, Sulzbacher Straße                | 1888        |              |    |
|                | Wegkreuz                                                   | Lauterbach, bei Sulzbacher Straße 52         | 1893        |              |    |
|                | Bruckhof                                                   | Lauterbach, Sulzbacher Straße 67, 69 (Karte) | 1732        |              | BW |
|                | Dr. Oskar Junghans-Steinbank                               | Lauterbach, bei Tannenäckerle 1              | 1929        |              |    |
| Weitere Bilder | Bergkapelle                                                | Lauterbach, Trombach (Karte)                 | 1890        |              |    |
|                | Wegkreuz                                                   | Lauterbach, bei Unterdorf 17                 | 1959        |              |    |
|                | Schwarzwald-Hotel                                          | Lauterbach, Unterdorf 97 (Karte)             | 1890/91     |              | BW |
|                | Bildstock                                                  | Lauterbach, bei Vogtsbauernhof 2             | 18. Jh.     |              |    |
| Weitere Bilder | Kapfhäusle                                                 | Lauterbach, Vogtsbauernhof 5 (Karte)         | um 1820     |              |    |
|                | Eindachhof                                                 | Lauterbach, Welschdorf 5 (Karte)             | 18. Jh.     |              | BW |
|                | Wegkreuz                                                   | Lauterbach, bei Welschdorf 7                 | 1904        |              |    |
|                | Wegkreuz                                                   | Lauterbach, bei Wiesbauernhof 1              | um 1900     |              |    |
|                | Winterbauernhofmühle                                       | Lauterbach, Winterbauernhof 1/1 (Karte)      | 18. Jh.     |              | BW |
|                | Wegkreuz                                                   | Lauterbach, bei Wursthof 2                   | vor 1904    |              |    |
|                | Wegkreuz                                                   | Lauterbach, bei Wursthof 4                   | 1889        |              |    |